# 高速エイジ
『高速エイジ』（ハイスピードエイジ）は、左近堂絵里原作による漫画作品。「Wings」（新書館）で連載されていた。新書館よりコミックスが全9巻、その新装版『高速エイジ Complete Edition』がKADOKAWA/アスキー・メディアワークスより全5巻が出版されている。

## あらすじ
日本の警察組織・World Security（通称：W・S）の普通部に所属していた新人警官・砂沙雨丸（さしゃさめまる）は、自らの希望により「W・Sの墓場」と呼ばれる特殊部の交通課へ異動・配属されることとなった。この特殊部は危険な任務の一切を任されている部署である、そしてそこは能力の優れた者のみが配属が可能で選び抜かれた者を「栄児（別名：エイジ）」と呼ばれた、雨丸はそこで交通課の班長であり13歳で栄児になった少年・小枝王太（こえだおうた）とパートナーを組む事になったのだが…。

## 主な登場人物
※キャストはドラマCD版

### 特殊部交通課
砂沙 雨丸（さしゃ さめまる）
声：梶裕貴
この作品の主人公、年齢は22歳（本当は18歳）。W・Sの普通課に所属していたが、最強のエイジを目指す為自らの希望で特殊部交通課へ異動・配属となる。
交通課の中では一番の新人でドジでそそっかしい所があるが一度決めた事は絶対に曲げない頑固な一面もある。その性格の優しさ故か王太や寿をはじめとする交通課の面々、後述の綾乃や寮母、敵である氷魚にも気に入られることから誰からも好かれている人物である。
またかなりの不幸体質で交通課配属以降様々なトラブルに巻き込まれている。
射撃は得意で普通課にいた頃は評価Aを貰っていた事もある。
過去に寿が在籍した「特務課」に在籍しており、後述の彩花とは双子の兄弟にあたる。人工的に「栄児」を生み出すENISHIプロジェクトの被検体で、8歳までW・Sの施設で育った。ある日施設がヴェルガーの襲撃に遭い、被検体の子供らと共に脱走を計るも寸前で捕獲され、白井清十郎の「栄児特務特権」により保護された。プロジェクト参加中の性格は無邪気で残酷だったが、強い暗示を与えられ記憶と力を押さえ込まれていた。年齢を偽りW・Sに入隊する。
ENISHIプロジェクトで与えられた能力は「水」。自身に流れる血流を操り、筋肉を自在に伸縮させて身体能力を上げることができる。
最終的には本来の性格（無邪気・残忍）と暗示をかけられた後の性格（穏やか）が融合。その融合と回復に4年を費やす。その後W・Sに新しく発足された特殊部国際交通課へ転属された。
武器パンダはスタンダード。得意技はロケットパンチ。
小枝 王太（こえだ おうた）
声：斎賀みつき
雨丸のパートナー。わずか13歳にしてW・Sの栄児にして特殊部交通課班長となった秀才。意地悪な面もあるがパートナーである雨丸の事を大切に思っている。
また射撃と怪談、暗い場所が苦手な年相応な面も持っている。
朧月無双流を修めている。
雨丸が目覚めるまでに特殊部交通課は解散され、W・S訓練校の教官になった。その後特殊部国際交通課へ転属。
武器パンダは男前一号。「弐式」と「壱式」に変形する。
寿（ことぶき）
声：名塚佳織
年齢は11歳で交通課の最年少班員。かつては特殊部の特務課に所属していたがそこで隊員を助けられなかったという過去があり、その時期に王太が交通課へ異動させ連れてきた。身体に肉体強化が施されており、彩花の能力を受けても平気だった。
雨丸と出会った当初『弱そうだから』と言う理由で拒絶していたが、ある事件で雨丸の強さに触れて以来雨丸にすっかり懐いている。名前は特務課時代のパートナーが名付けた。名付け親のパートナーは寿退職寸前だったため、この名前を付けた。
交通課が解散した後は刑事課に配属されたが、後に特殊部国際交通課へ転属。
武器パンダで自動制御の機械を制御したり、他パンダとの通信も可能となる。
朱音 夏（あかね なつ）
声：平松晶子
寿のパートナーで年齢は23歳。ニューハーフ隊員だが見た目では区別しにくい。また見た目に反してものすごい怪力の持ち主で男一人軽々と持ち上げられるほどである。銃のエキスパートで交通課の狙撃手NO.1。
パートナーである寿が大好きなのだが、寿からは軽くあしらわれている。
交通課の解散後は狙撃班へ配属されたが、後に特殊部国際交通課へ転属。
武器パンダはマシンガンへ変形する。
平 京平（たいら きょうへい）
声：近藤隆
冷静沈着で頭脳派隊員で年齢は23歳。以前は補佐課科学班の研究機関に所属しておりエンプレスの開発をしていたのだが、完成直前にミスを犯しその責任をとって移動した。
雨丸からは「向かう所敵無し」と言われたことがあるが、当人は敵わない人物が3人（王太・藤野・京華）いる。京華の弟。
交通課の解散後は科学班へと戻ったが、後に特殊部国際交通課へ転属。
東雲 東（しののめ あずま）
声：一条和矢
京平のパートナーで年齢は23歳。京平とは正反対の熱血派隊員、色黒。
いつも明るいがお調子者で一言多く王太や京平から制裁をくらっている。びびり屋。
交通課の解散後は刑事課へ配属されたが、後に特殊部国際交通課へ転属。
戒・F・優菜（かい・えふ・ゆうな）
声：浅野まゆみ
寡黙な女性隊員で年齢は24歳。必要なことしか喋らないが言っていることは常に的を射ている。
宝石商でアンティークドール収集家である弟がいるらしく、よく服等が送られて来るらしい。
「聞こえすぎる耳」と「見えすぎる目」を持ち、普段は耳栓と眼帯をして生活している。制御装置が外れると味覚以外の感覚が鋭くなる。味覚のみ壊滅的。
交通課の解散後はサムと共にSWATへ配属されたが、後に特殊部国際交通課へ転属。
九龍院 勇（くりゅういん いさむ）
声：安斎龍太
優菜のパートナーで通称：サム。年齢は24歳。交通課で一番背が高くゴツい体格をしている。見た目に反して手先が器用で家事が得意。
交通課の解散後は優菜と共にSWATへ配属されたが、後に特殊部国際交通課へ転属。

### 特殊部刑事課
四堂 狼（しどう ろう）
声：神奈延年
別名：炸裂刑事・大爆発編。刑事課の栄児で班長。王太の事を一方的にライバル視しており、会う度に王太に勝負を挑んでくるが軽くあしらわれている。パートナーの遠矢を大事に思っている。
原因は片想いをしている綾乃に王太が可愛がられているからとのこと。
武器タコはジョゼフィーヌ。技は「章魚炎爆着火（しょうぎょえんばくちゃっか）」、「章魚炎爆着火・着弾前に爆発しちゃえば問題ナッシングスペシャル」。
遠矢（とおや）
声：野島健児
狼のパートナーで狼と反対で口数が少ない。任務を遂行する上で狼の事をしっかりとサポートしている。
武器タコはバイオレッタ。技は「男来刃蓮・吸盤狩他阿（おくとぱす・きゅうばんかったー）」。

### 特殊部警備課機動班
楓原朧（かえではらおぼろ）
栄児。警備課機動班班長。元は交通課の栄児で、2年半前に王太を残して班員を連れて姿を消した。
王太の体術の師匠。
靄（もや）・霞（かすみ）・霧（きり）
警備課機動班の班員。靄は班長補佐。

### W・S関係者
桜沢綾乃（さくらざわあやの）
声：大原さやか
普通部作戦総司令官。交通課には任務の依頼を持ってくることもあるがほとんど面倒で厄介なものが多く、通称：トラブルクィーンと呼ばれる。
王太や雨丸の事を可愛がっている、後述のWS隊員寮母は叔母。
寮母さん（りょうぼ）
雨丸が暮らしていたW・S隊員寮の管理人で寮の全てを仕切っている。
美人でスタイルも良いがかなり頑固な性格で寮を出る時はこの人を倒さなければならず今までも数多くの隊員が戦い散っていった為、雨丸が初めて勝利した人物である（勿論交通課隊員のサポートがあったが）。
雨丸の事を気に入っており、寮を出る事を一番に反対していた人物で雨丸が寮を去る時はものすごく号泣していた。ちなみに前述の桜沢綾乃は姪で、本名：桜沢松乃（さくらざわまつの）。
氷魚（ひよう）
声：関俊彦
怪盗ナイトクローラーズを名乗り宝石集めをしている犯罪人。体の左半身が機械。
宝石の為なら殺人さえも厭わない残忍な性格でエイジを気に入っており王太や狼と戦う事を好む。最近では雨丸の事も気に入り執拗に追い詰める。
ちなみに王太や狼からは毛嫌いされている。優菜の弟。
交通課解散後はW・Sに捕まったが、司法取引により、機械である左半身の制御をW・Sに渡して従事する事で特殊部国際交通課の新米隊員となった。
藤野（ふじの）
補佐課科学班班長。京平の元・上司。32歳。好きな言葉は「短パン・生足・初回限定」。「ぶっちゃけ、15歳以下にしか興味ありませんから！」という問題発言もある。
武器パンダを始めとするW・Sの武器やシステム全てを日々開発している。
京平が抜けてからはエンプレスの開発を継続している。
平京華（たいらきょうか）
京平の姉で科学班員。エンプレスの人格データを作成した。エンプレスの検証に失敗し、現在は意識と記憶を無くした状態で生きている。
実はエンプレスそのもの。
白井清十郎（しらいせいじゅうろう）
雨丸・彩花の祖父。22年もの間「栄児」の頂点に君臨した伝説の大栄児。10年前に刑事課の栄児を引退した。栄児特務特権により雨丸を保護。紫雨という娘がいる。
白井紫雨（しらいむらさめ）
清十郎の娘で、雨丸・彩花の母。元・刑事課のエイジ。ENISHIプロジェクトに卵子を提供した。同じエイジの砂沙と婚約していたが、砂沙は死亡。

### 縁（えにし）
彩花（あやはな）
縁のトップで雨丸の双子の兄弟。W・Sからの脱走時に引き裂かれ、以来雨丸を探し続けてきた。
与えられた能力は雨丸と対のため「水」。雨丸の血流を自在に操り雨丸をサポートすることができるが、他者に使用すると制御できない。反作用のためか体が弱いが、それなりの体術もこなす。
蜜歌（みつか）
ENISHIプロジェクトの被検体の一人で、真音のパートナー。彩花を慕っている。真音が死亡した後は、彩花が雨丸を探し出すまでの「雨丸」となり、喉にスピーカーをつけて声帯に爆弾を繋げられていた。声を発すると爆発する仕組み。
与えられた能力は「風」。特殊な音域の音波を発することができ、空気の刃の通り道を作り出す。
真音（まおと）
ENISHIプロジェクトの被検体の一人で、蜜花のパートナー。脱走後、彩花に「雨丸は処分された」と告げて彩花の怒りを買い殺された。
与えられた能力は「風」。手首の装置から周囲の空気を圧縮し打ち出すことができる。
由良（ゆら）
ENISHIプロジェクトの被検体の一人で、比良のパートナー。暗殺者として雨丸達の前に現れる。細い鉄線のような武器を使うが王太に破れ、氷魚により意識不明の重態にされ保護される。
比良（ひら）
ENISHIプロジェクトの被検体の一人で、由良のパートナー。暗殺者として雨丸達の前に現れる。マシンガンを使うが王太に破れ、氷魚により意識不明の重態にされ由良と共に保護される。
かがり
ENISHIプロジェクトの被検体の一人で、いさりのパートナー。黒髪の子が大好き。
与えられた能力は「炎」。自身の血を使って、兄のガスに火をつけることが出来る。
いさり
ENISHIプロジェクトの被検体の一人で、かがりのパートナー。かがりの兄。
与えられた能力は「炎」。吐き出す息を無味無臭・発火性のガスに変えることができる。
電脳の双子（でんのうのふたご）
ENISHIプロジェクトの被検体である双子。電脳を自由に操ることができる。

### その他
パメリア・喜雨・ナスライン（きう）
アル＝ナスライン第一公女。W・Sへボディガードの依頼を頼んだ。
男性恐怖症と言われたが、そうではないことを自覚。後に戴冠式を終えて女王となり、アルゴと婚約する。
アルゴ・レーゲン
アル＝ナスライン軍の特殊部隊を統率していた、パメリア姫の侍従長。「黒い獅子」と呼ばれる戦闘のスペシャリスト。後にパメリア姫と婚約。22歳。
レイダ・リューグスト
アル＝ナスライン公国のメイド。仲間のメイド達と結託しアルゴを殺そうと目論むがアルゴに敵わず、パメリア姫に「アルゴが自分（姫）を狙っている」と錯覚させ共に日本へ。正体を明かしアルゴや雨丸を撃とうとするが逮捕される。

## 書籍
ウィングスコミック（新書館）
- 高速エイジ1 ISBN 440361714X
- 高速エイジ2 ISBN 4403617425
- 高速エイジ3 ISBN 4403617743
- 高速エイジ4 ISBN 4403618170
- 高速エイジ5 ISBN 440361857X
- 高速エイジ6 ISBN 4403618901
- 高速エイジ7 ISBN 4403619096
- 高速エイジ8 ISBN 440361924X
- 高速エイジ9 ISBN 4403619436

it COMICS（KADOKAWA/アスキー・メディアワークス）
- 高速エイジ Complete Edition1 ISBN 404865425X
- 高速エイジ Complete Edition2 ISBN 4048656112
- 高速エイジ Complete Edition3 ISBN 4048656120
- 高速エイジ Complete Edition4 ISBN 4048657372
- 高速エイジ Complete Edition5 ISBN 4048657380

## ドラマCD
『高速エイジ』 - 新書館より2007年6月30日発売。